# 黎遇航
黎遇航（1916年10月17日—2002年12月20日），男，江苏金坛人，中国道士，道名黎顺吉，曾任中国道教协会会长。

## 生平
黎遇航幼时随父亲在茅山元符万宁宫西斋道院学道，拜徐龙田为师，取名顺吉。后又师从当地名师吴济之。1924年任元符宫高功法师，也是道观中最年轻的师傅。抗日战争时间他曾辗转多地，后回到茅山，在新四军建立的苏南抗日根据地从事后勤工作。抗战结束后，他回到茅山道院，出任元符万宁宫住持。中华人民共和国成立后，黎遇航任教于茅山下泊宫小学，并曾任校长。1954年当选江苏省政协委员。1957年赴北京，任新成立的中国道教协会常务理事、副秘书长。1961年，又任副会长兼秘书长。文化大革命期间，他曾返回茅山。文革结束后，中国道教协会于1980年恢复工作，黎遇航当选为会长。1987年主持创办《中国道教》杂志并任社长。1990年中国道教学院成立后，他又出任院长一职。1992年起退出领导岗位，改任中国道教协会顾问。此外，他还曾任第五届全国政协委员，第六至八届全国政协常委，中国和平统一促进会常务理事，中国残疾人联合会理事等。2002年12月20日，他在北京羽化，终年87岁。